# Eids kommun, Hordaland
Eids kommun (norska: Eid kommune) var en kommun i Hordaland fylke i västra Norge. Kommunen omfattade ett område i den sydvästra delen av nuvarande Kvinnherads kommun. Tätorten Eidsvik utgjorde kommunens centralort.

## Administrativ historik
Eids kommun upprättades den 1 januari 1838 (som Eid formannskapsdistrikt) när Formannskapslovene från 1837 trädde i kraft.
1855 gick kommunen upp i  Fjelbergs kommun. Kommunens hade då 1 207 invånare.
Området utgör sedan den 1 januari 1965 en del av Kvinnherads kommun.